# Francesco Licata
Francesco Licata (Catania, 1844 – Catania, agosto 1882) è stato uno scultore italiano.

## Biografia
Fu indirizzato allo studio della scultura dal giovane pittore Pasquale Liotta che vi intravide, nei disegni, le qualità dello scultore. Così Licata abbandonò la professione di stagnino, recandosi prima a Milano per un anno e seguendo gli insegnamenti di Vincenzo Vela, e poi a Napoli. Fu amico di Antonino Gandolfo, con cui teneva corrispondenza, e a cui fu vicino in occasione del suicidio della prima moglie nel 1874. Nel 1875 tornò definitivamente a Catania. A quell'epoca si stavano realizzando i busti per il Viale degli Uomini Illustri al Laberinto, detto anche Rinazzo (oggi Giardino Bellini), e Licata fu incaricato di eseguire i busti di Caronda, Domenico Tempio, Antonio De Branca e del principe Ignazio Biscari. Realizzò anche il monumento a Giuseppe Mazzini (1875). Morì improvvisamente a 38 anni nell'agosto del 1882, mentre, incaricato dal Municipio, ricollocava la testa e la mano destra alla Cerere di Giuseppe Orlando nella fontana collocata in Piazza Cavour (il "Borgo"); il restauro fu completato dal figlio Epifanio.